# اینترنشنال والی تودو چمپیونشیپ
اینترنشنال والی تودو چمپیونشیپ (انگلیسی: International Vale Tudo Championship) شرکت تبلیغات ورزشی و سازمان هنرهای رزمی ترکیبی برزیلی است، که در سال ۱۹۹۷ توسط سرجیو باتارلی تأسیس شد.